# Рајко Кушић (џудиста)
Рајко Кушић - Куша (Рогатица 21. јун 1955. — Пале 2. септембар 1994.) био је познати југословенски и српски џудиста, и борац ВРС током рата у Босни и Херцеговини. Као спортиста освојио је 53 медаље и 24 пехара. Био је двоструки сениорски првак Југославије у џудоу (1983. и 1986 године). Као борац, одликован је Орденом Карађорђеве звијезде II реда.

## Биографија
Рајко Кушић је рођен у Рогатици, 21. јуна 1955. године, од оца Душана и мајке Василије. Као дјечак досељава се на Пале гдје се уписује у основну школу, коју завршава у Сарајеву, а средњу на Палама. Паралелно са поласком у средњу школу, уписује се у Џудо клуб „Босна” гдје учи прве кораке ове племените вјештине.

### Џудо каријера
Први кораци на струњачи су му били јако тешки, а најтеже оптерећење му је представљало свакодневно возарење на релацији Пале – Сарајево – Пале и тако пуну 21 годину.
Иначе, Кушић је велики дио својих доживљаја са струњаче описао у дневнику који је водио од децембра 1970. до 25. марта 1978. године. Да садржај тог дневника угледа свјетлост дана побринуо се Рајков пријатељ, Илија Малетић, који је из поштовања и љубави обликовао тај материјал и дао му коначан облик у књизи под називом „Моји доживљаји са струњаче“. У дневнику је Рајко објективно и емоционално описивао своје наступе, борбе, поразе и побједе. Поштовао је противнике, придржавао се судских одлука и за сваки свој пораз кривио искључиво себе.
Да се заиста радило о вансеријском таленту најављује првим резултатима у јуниорској конкуренцији, освајањем двије медаље на првенству Југославије. Од тада се Кушић осваја једно од прва три мјеста на појединачним сениорским првенствима Југославије. Два пута првак Југославије (1983. и 1986. године), три пута други и пет пута трећи. На међународној сцени прве резултате постиже на међународним турнирима којих је било изузетно много.
Кушић је свој највећи успјех постигао 1980. године испуњавањем олимпијске норме и одласком на Олимпијске игре у Москву. Исте године је проглашен за спортисту града Сарајева и улази у избор десет најбољих спортиста БиХ. Са успјесима наставља у 1983. години освајањем титуле првака Балкана, као и вицепрвака Балкана 1985. године.
Куша, како су га звали његови пријатељи, је на свом путу од својих Пала до свјетског путника на свим континентима прешао изузетно тежак и трновит пут, од почетника до студентског шампиона свијета, балканског шампионата, учесника ОИ у Москви 1980. године и безброј освојених медаља на међународној и домаћој сцени.
Један од највећих успјеха, како се истиче у књизи „Моји доживљаји са струњаче“, му је и побједа на Свјетском студентском првенству у Вроцлаву.
Рајко је посједовао надареност, мотив, упорност и одговорност према тренингу и такмичењу. Имао је срећу да тренира у средини која га је окруживала чистом природом, здравом природном исхраном, а стално је обављао тешке сеоске послове који су имали додатну улогу у његовом спортском узлету. Сваки спортиста, а прије свега џудиста би требало да се упозна са животним и спортским путем једне спортске и људске величине какав је био Рајко Кушић.

### Највећи спортски успјеси
- Вицешампион Југославије у јуниорској конкуренцији 1973. године;
- Три пута заредом био је трећи у Југославији (1975, 1976. и 1977. године);
- Првак Југославије у конкуренцији до 95 килограма постао је 1980. године;
- На интернационалном првенству у Тунису 1977. освојио је сребрну медаљу;
- Године 1978. на Купу „Рамона Родригеза” (Куба) освојио је бронзану медаљу и тако постигао значајан успјех.
- На интернационалном такмичењу у Југославији 1980. освојио је сребрну медаљу;
- На гостовањима у Италији са репрезентацијом Југославије освојио је шест златних медаља.

Године 1980. наступио је на Олимпијским играма у Москви. На Студентском првенству свијета у Вроцлаву 1980. године освојио је златну медаљу. Од 1970. до 1981. имао је око 700 мечева, од тога 600 побједа, 50 неријешених сусрета и 50 пораза. За репрезентацију Југославије (до 1981) наступио је 60 пута.
Био је првак Југославије 1983. и 1986. Са џудистима „Босне”, Кушић је освајио двије титуле екипног првака Југославије – 1986. и 1990. године.
Као спортиста освојио је 53 медаље и 24 пехара.

## Ратна каријера
Рат је прекинуо једну изузетну спортску каријеру. Кушић је у ратној 1992. изабран за другог спортисту Републике Српске. Осим на спортском пољу, истакао се и као борац Војске Републике Српске, за шта је добио Орден Карађорђеве звијезде II реда.
Живот Рајка Кушића се прерано завршио, 2. септембра 1994. године, када је погинуо у саобраћајној несрећи код Рогоушића, у близини својих Пала. Тада се угасио живот једног врхунског спортисте и младог човјека који ће остати упамћен по великим спортским побједама и побједама у отаџбинском рату.